# Ocrepeira gnomo
Ocrepeira gnomo là một loài nhện trong họ Araneidae.
Loài này thuộc chi Ocrepeira. Ocrepeira gnomo được Cândido Firmino de Mello-Leitão miêu tả năm 1943.